# Enrique Morán
 (septembre 2014).
Si vous disposez d'ouvrages ou d'articles de référence ou si vous connaissez des sites web de qualité traitant du thème abordé ici, merci de compléter l'article en donnant les références utiles à sa vérifiabilité et en les liant à la section « Notes et références ».
Pour les articles homonymes, voir Moran.
Enrique Morán Blanco, né le 15 octobre 1953 à Pola de Lena (Asturies, Espagne), est un footballeur international espagnol qui jouait au poste d'attaquant.

## Biographie

### Clubs
Enrique Morán débute en première division avec le Sporting de Gijón lors de la saison 1973-1974. Son incorporation définitive en équipe première ne se produit pas jusqu'à la saison 1976-1977 sous les ordres de l'entraîneur Vicente Miera. Cette saison-là, il participe activement à la promotion du club en première division.
En 1979, il est transféré au Real Betis où il marque 30 buts en deux saisons. Ses bonnes performances ne passent pas inaperçues et le FC Barcelone le recrute en 1981. En trois saisons au Barça, il remporte une Coupe d'Europe des vainqueurs de coupe en 1982, une Coupe d'Espagne en 1983 et une Copa de la Liga également en 1983.
En 1984, il est transféré à l'Atlético de Madrid avec qui il gagne une Coupe d'Espagne en 1985. Il met un terme à sa carrière en 1985.

### Équipe nationale
Enrique Morán joue cinq fois avec l'équipe d'Espagne.
Il joue son premier match le 14 mars 1979 contre la Tchécoslovaquie, et son dernier le 20 juin 1981 face au Portugal.

## Palmarès
Avec le FC Barcelone :
- Vainqueur de la Coupe d'Europe des vainqueurs de coupe en 1982
- Vainqueur de la Coupe d'Espagne en 1983
- Vainqueur de la Copa de la Liga en 1983

Avec l'Atlético Madrid :
- Vainqueur de la Coupe d'Espagne en 1985